# Gianna Jessen
Gianna Jessen (Los Ángeles, California, 6 de abril de 1977) es una cantante, conferencista y activista provida cristiana estadounidense reconocida por que nació durante un intento fallido de aborto por instilación. La película de 2011 October Baby se basó en su vida. 

## Biografía

### Primeros años
Gianna Jessen nació en Los Ángeles, el 6 de abril de 1977. Sus registros médicos indican que nació en la semana 30 de embarazo durante un aborto salino fallido. El certificado de nacimiento de Jessen está firmado por el médico que realizó el aborto.
La madre biológica de Gianna tenía diecisiete años; a los siete meses y medio de embarazo decidió  tener un aborto y fue a una clínica de Planned Parenthood en el condado de Los Ángeles, donde se le aplicó una inyección salina en el vientre. Se le dijo que en 24 horas la bebé moriría, sin embargo, la bebé nació viva y pesó 2.5 libras (1.1 kg) al nacer y, debido al intento de aborto, Gianna fue trasladada a un hospital donde estuvo tres meses en una incubadora y fue diagnosticada con parálisis cerebral como resultado de la falta de oxígeno en el útero esta condición motora afecta varias áreas del movimiento del cuerpo. Ella lo describe como un "tremendo regalo". Aunque los médicos no esperaban que viviera ni pudiera siquiera sostener la cabeza, sentarse, gatear o caminar, se le puso en un programa de urgencia por 17 meses antes de que se le entregara a una madre adoptiva provisional de un acogimiento familiar. que la recibió y le dio apoyó que le permitió a los 3 años y medio comenzar a caminar con un andador y aparatos ortopédicos. A los cuatro años fue adoptada.

### Activismo e influencia
La carrera de Jessen como activista comenzó en 1991, cuando tenía 14 años, después de que su madre adoptiva, Diana DePaul, le dijera a Jessen que nació de una niña de 17 años, durante un intento fallido de aborto, desde entonces ha viajado alrededor del mundo hablando de su experiencia dando diversas conferencias y discursos en los que cuenta su historia. Algunos de los cuales incluyen su participación en el rally Santidad de la Vida y su discurso en el Subcomité de la Cámara del Comité Judicial sobre la Constitución. Ha hecho campaña contra el aborto y ha dicho que:
"Es más cómodo para la gente pensar en el aborto como una decisión política o un derecho. Pero no soy un derecho. Soy un ser humano".
Jessen dijo que perdonó a su madre biológica, pero que no está interesada en una relación con ella, citando una fuerte relación con su madre adoptiva con quien apareció en el programa de televisión Maury (talk show) en 1991. También ha hecho campaña contra las excepciones a las leyes sobre Interrupción tardía del embarazo, por motivos de discapacidad fetal, citando su propia discapacidad. Al informar sobre su historia y dar a conocer los primeros años de Jessen a toda la nación estadounidense, el New York Times observó que el caso de Jessen, junto con el de Becky Bell (una adolescente que murió a consecuencia de un aborto inseguro en 1988) se han convertido en símbolos emblemáticos del debate en Estados Unidos y otros países, como casos representativos en contra del aborto. Jessen es un nombre público que adoptó cuando comenzó su activismo.
En 1995, cuatro años después de Jessen se colocara en el centro de atención nacional, la autora Jessica Shaver publicó una biografía sobre Jessen. A principios de 1996, el Festival de la Luz Australia patrocinó una gira en la que Jessen hablaría en diversos lugares, estados y territorios. Alrededor de dos años después, el 20 de mayo de 1998, Muriel Patterson, miembro del Consejo Legislativo australiano occidental, leyó extractos de la biografía de Jessen al Consejo.
En un discurso en la firma de la Ley de protección de bebés nacidos vivos (2002) el presidente George W. Bush mencionó a Jessen reconociendo su presencia y ampliando su apreciación.
En diciembre de 2005 Jessen viajó a Londres para apoyar una campaña para reducir el número de abortos en virtud de la Ley del Aborto en el Reino Unido, y para hablar en una reunión parlamentaria en la Cámara de los Comunes. Tanto el arzobispo de Canterbury como el arzobispo de Westminster indicaron que se esperaba que su historia animara al Parlamento a reexaminar su posición sobre el aborto.
El 8 de mayo de 2006, la Cámara de Representantes de Colorado en un evento en honor del 90 aniversario de una rama local llamada Planned Parenthood .  El representante del partido republicano Ted Harvey invitó a Jessen a cantar el himno nacional a la Cámara ese día y luego contó su historia "porque 'solo quería ponerle un rostro a esta celebración'".

En septiembre de 2008 Jessen participó en un evento en Canberra, Australia, patrocinado por el Lobby Cristiano Australiano, con el fin de persuadir a los políticos federales a estar en contra los abortos tardíos. Ese mismo mes, Jessen apareció en un anuncio durante la campaña presidencial de EE.UU. afirmando: 
"Si Barack Obama se saliera con la suya, yo no estaría aquí". 
Refiriéndose a la oposición de Barack Obama a la legislación "nacer vivo".
En 2011 se terminó de producir el filme October Baby, una película que cuenta la historia de Jessen.

En septiembre de 2015, Jessen testificó en una audiencia del Congreso que investigó las prácticas de Planned Parenthood con respecto a la donación de tejido fetal, luego de la controversia de los videos encubiertos de Planned Parenthood 2015 . Durante su testimonio, Jessen dijo que le haría a Planned Parenthood la siguiente pregunta:
"Si el aborto se trata de los derechos de las mujeres, ¿Cuáles eran los míos?".